# Rhopalomyia florella
Rhopalomyia florella är en tvåvingeart som beskrevs av Gagne 1983. Rhopalomyia florella ingår i släktet Rhopalomyia och familjen gallmyggor.
Artens utbredningsområde är Idaho. Inga underarter finns listade i Catalogue of Life.